# Maffle
 Maffle  is een dorp in de Belgische provincie Henegouwen, en een deelgemeente van de Waalse stad Aat.
Maffle was een zelfstandige gemeente, tot die bij de gemeentelijke herindeling van 1977 toegevoegd werd aan de gemeente Aat.

## Bezienswaardighewden
- De Sint-Waltrudiskerk (Église Sainte-Waudru) is een bakstenen neogotisch kerkgebouw van 1865. Het doopvont, uitgevoerd in blauwe hardsteen, is uit de eerste helft van de 17e eeuw.
- De Onze-Lieve-Vrouw van Thileuxkapel (Chapelle Notre-Dame de Thileux) is een kleine barokkapel van 1671.
- De onze-Lieve-Vrouw van Tongerenkapel (Chapelle Notre-Dame de Tongres) is een pijlerkapel in barokstijl, mogelijk 17e-eeuws.
- De Moulin de Maffle, watermolen op de Oostelijke Dender.

## Natuur en landschap
Maffle ligt aan de Oostelijke Dender. Er is een steengroeve waar blauwe hardsteen wordt gewonnen en die sinds 1898 in bedrijf is. De hoogte aan de kerk bedraagt 37 meter.

## Demografische ontwikkeling
- Bronnen:NIS, Opm:1831 tot en met 1970=volkstellingen, 1976= inwoneraantal op 31 december

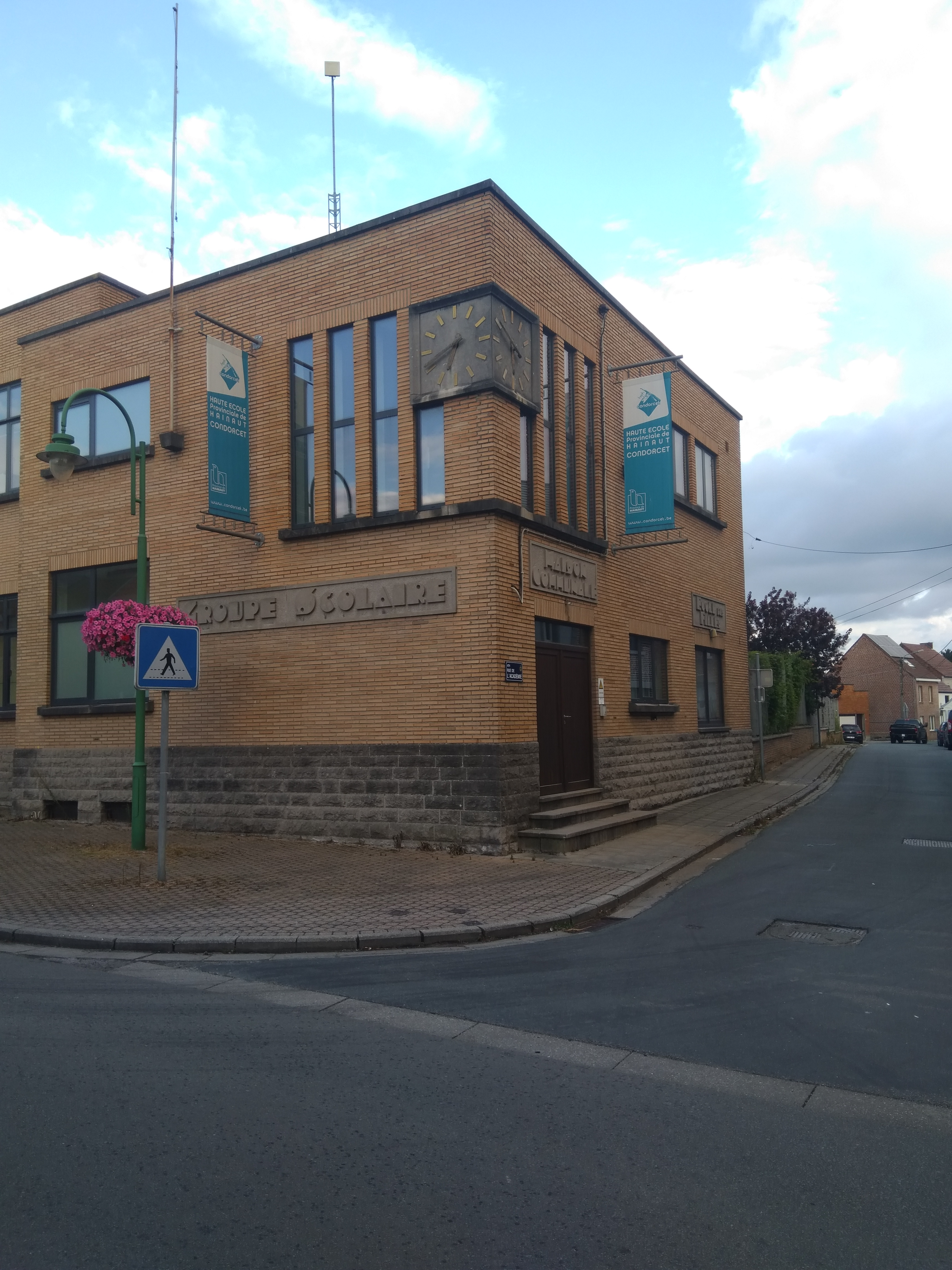
Voormalig gemeentehuis
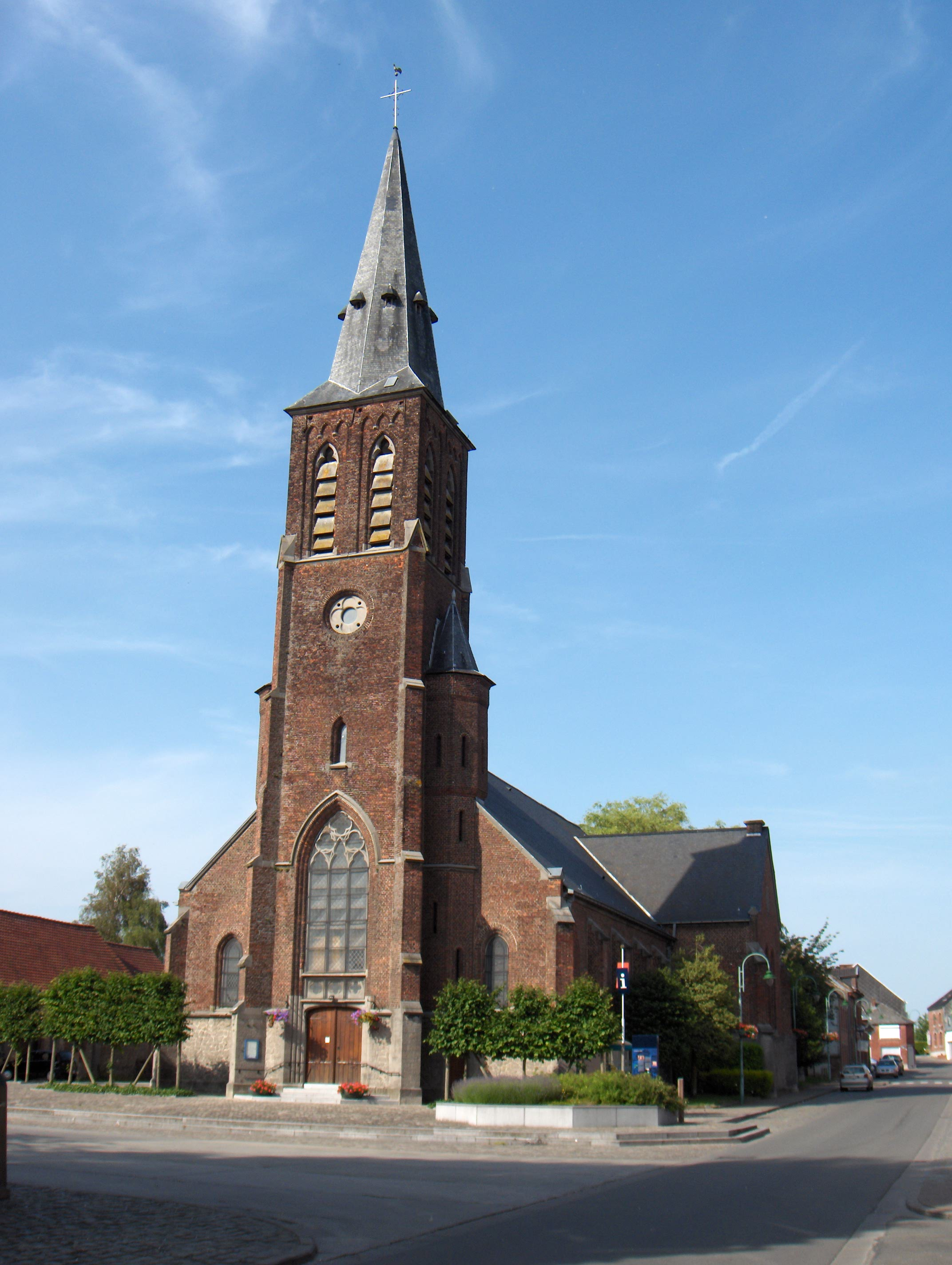
Sint-Waltrudiskerk
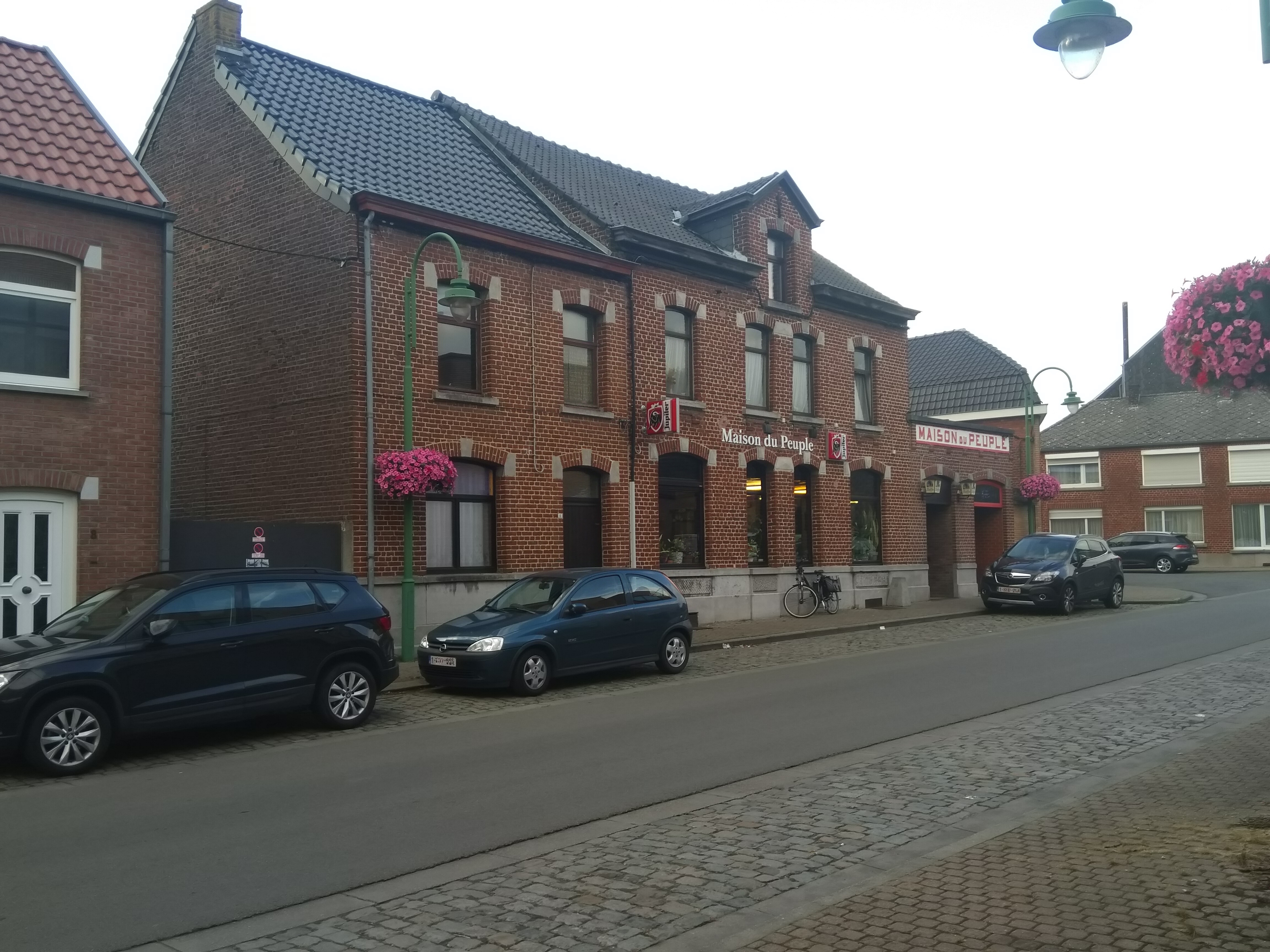
Volkshuis
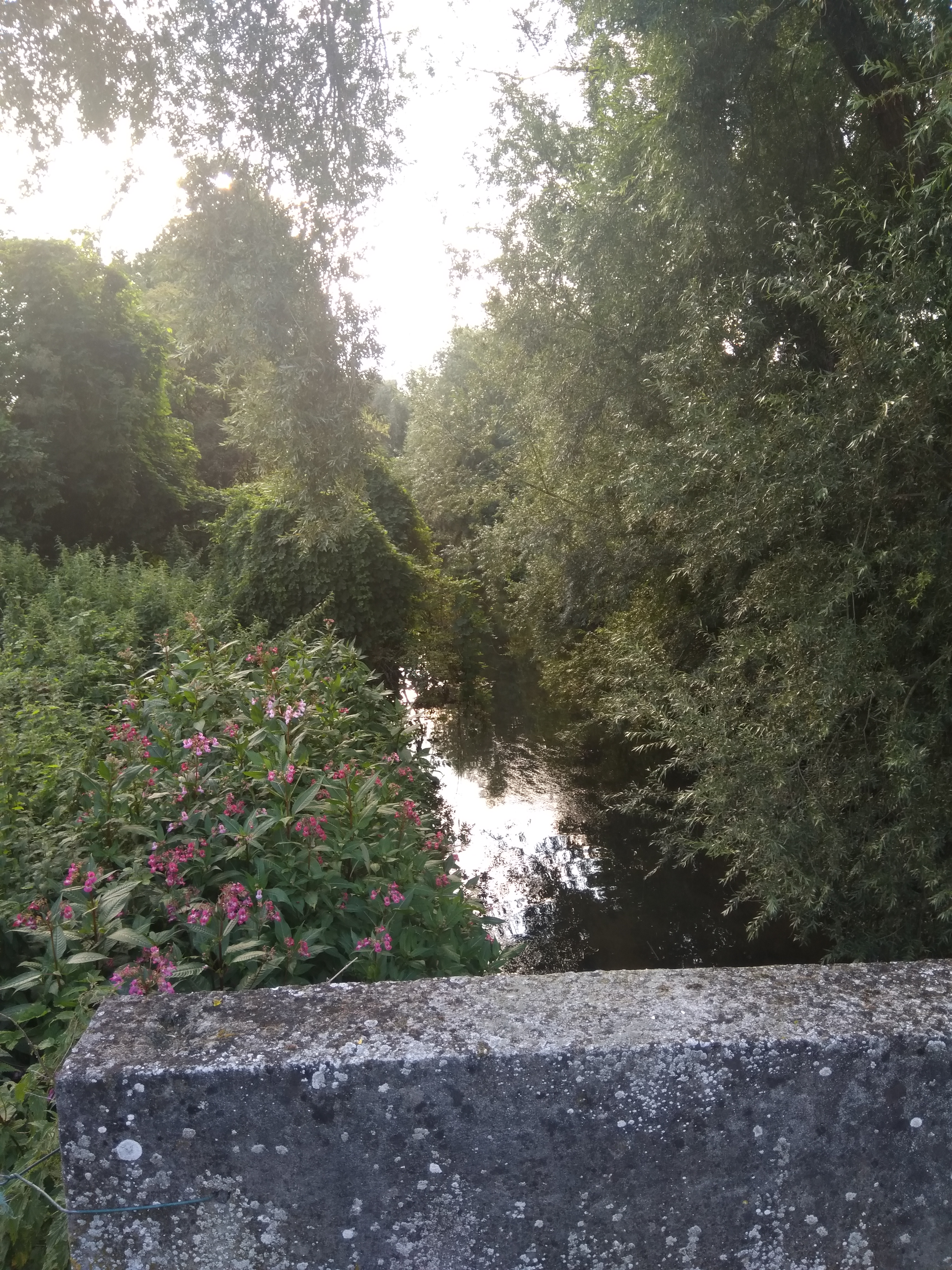
Dender te Maffle
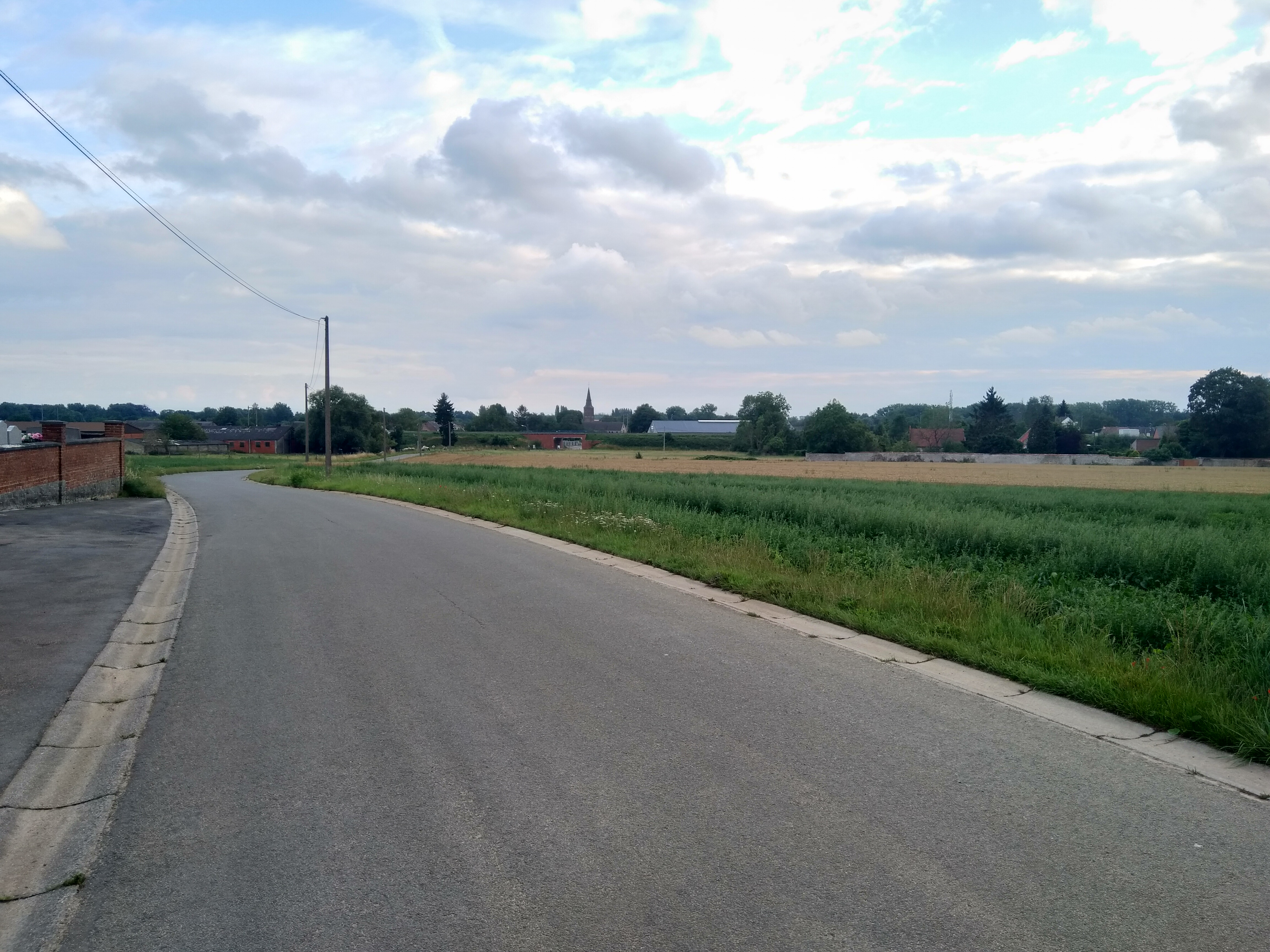
Maffle vanuit de begraafplaats

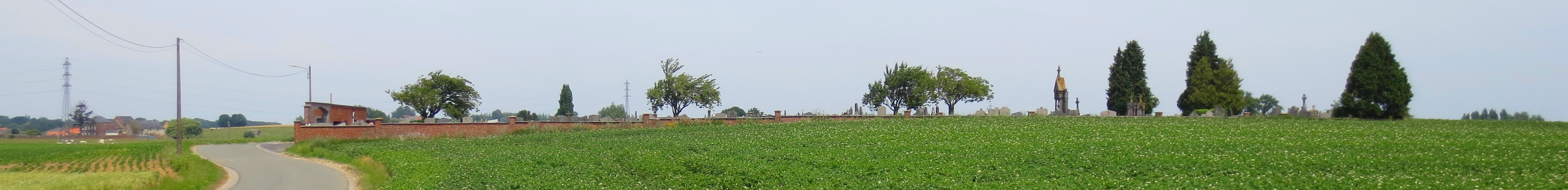
Begraafplaats van Maffle

## Nabijgelegen kernen
Arbre, Aat